# André Boissier
André Boissier (* 3. März 1904 in Paris; † 4. Mai 1956 in Kairo) war ein Schweizer Jurist, Eishockeyspieler und Diplomat.

## Leben

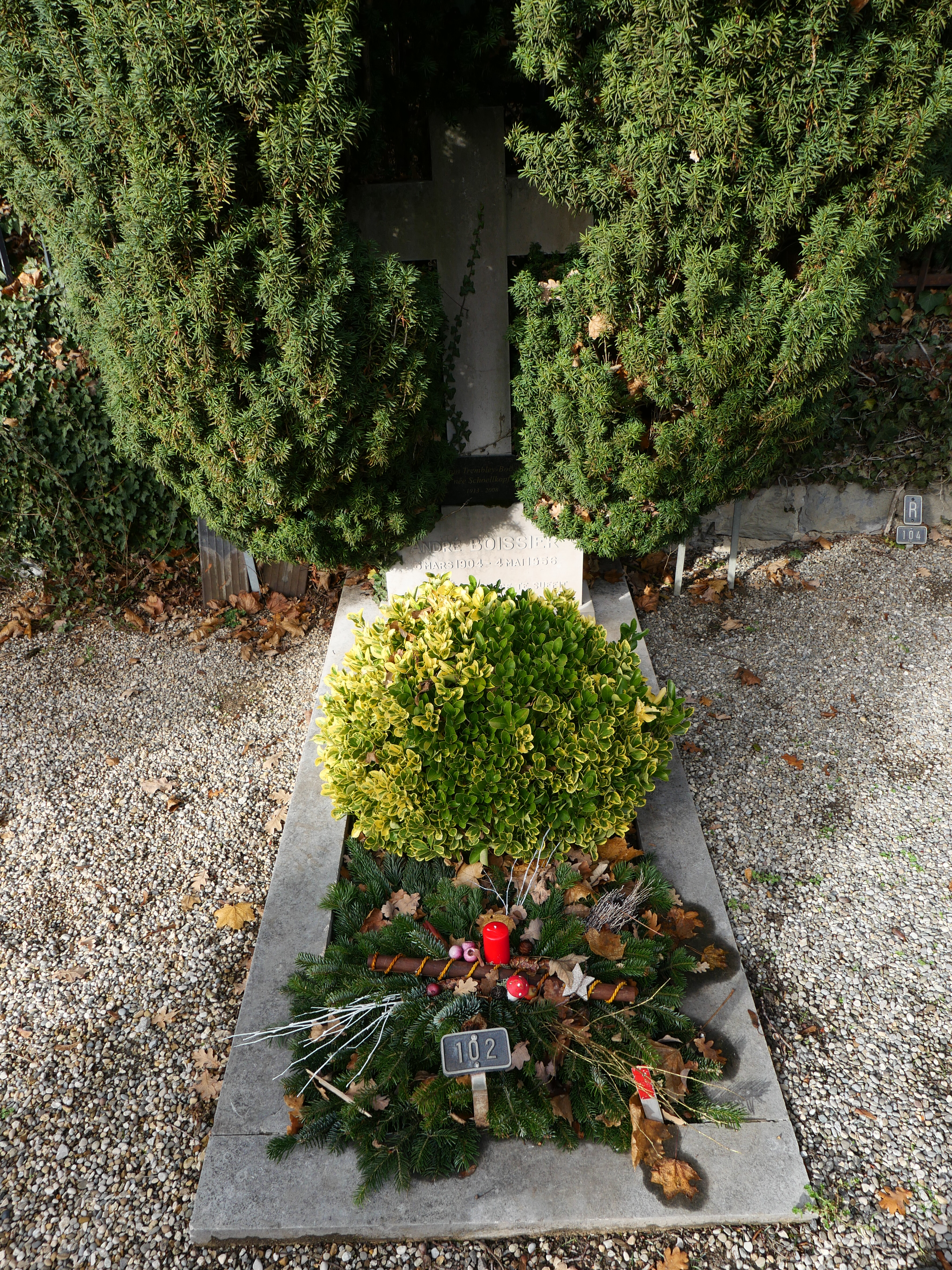
Das Grab von Boissier und seiner Frau Jasmin Trembley-Boissier, geb. Schoellkopf (1913–2008), auf dem Neuen Friedhof von Cologny im Schweizer Kanton Genf.

André Boissier war ein Sohn des Diplomaten Gustave Boissier, der unter anderem zwischen 1918 und 1920 Gesandter in Rumänien war. Er selbst trat ebenfalls in den diplomatischen Dienst ein und wurde 1947 Gesandtschaftssekretär in der Direktion für internationale Organisationen im Aussenministerium, dem Eidgenössischen Politischen Departement (heute Eidgenössisches Departement für auswärtige Angelegenheiten). Danach war er zwischen 1949 und 1951 Leiter des Protokolls des Politischen Departements sowie von Mai 1952 bis Mai 1954 Legationsrat an der Gesandtschaft in den USA.
Am 20. Juli 1954 wurde Boissier Nachfolger von Beat von Fischer als Gesandter in Ägypten. Dieses Amt bekleidete er bis zu seinem Tod am 4. Mai 1956.

## Weblink
- Dokumente von und über Boissier, André in der Datenbank Dodis der Diplomatischen Dokumente der Schweiz